# La Quar
La Quar è un comune spagnolo di 70 abitanti situato nella comunità autonoma della Catalogna.